# Prosopogryllacris paradoxa
Prosopogryllacris paradoxa is een rechtvleugelig insect uit de familie Gryllacrididae. De wetenschappelijke naam van deze soort is voor het eerst geldig gepubliceerd in 1930 door Karny.